# Onda de gravedad

Movimiento de las partículas en aproximación de aguas someras. Los círculos rojos son las posiciones actuales de las partículas sin masa, moviéndose con la velocidad del flujo. La línea de color azul claro le da la trayectoria de estas partículas, y los círculos de color azul claro de la posición de la partícula después de cada periodo de la ola. Los puntos blancos son las partículas del fluido, también seguidos en el tiempo.

Las ondas de gravedad son ondas generadas por la perturbación de un fluido sometido a la fuerza de gravedad como fuerza restauradora. Cuando se perturba un fluido bajo la acción de la gravedad y se lo aleja de su estado de equilibrio inicial el fluido responde mediante la formación de ondas que intentan llevar nuevamente el sistema al equilibrio.
Estas ondas son de gran importancia en la dinámica de los de fluidos geofísicos, siendo estudiadas principalmente por la meteorología y la oceanografía. En este contexto, se divide las ondas de gravedad en dos tipos principalmente: las ondas de gravedad interna, las cuales se propagan en un medio estratificado estable frente al desarrollo de movimientos verticales; y las ondas de gravedad externa u ondas de gravedad de superficie, las cuales actúan en un fluido no estratificado o de densidad constante y ocurren sobre la superficie. 
Es importante destacar que la distinción entre estas ondas es una manera de aislar algunos de los modos normales de oscilación presentes en la atmósfera y en los océanos y cuyo único fin es poder comprenderlas. En los fluidos reales, estas ondas están actuando en conjunto con muchas otras presentes en estos fluidos geofísicos, como las ondas de Rossby barotrópicas y baroclínicas.

## Tipos de ondas de gravedad
Se han clasificado las ondas de gravedad en ondas de gravedad interna y ondas de gravedad externa.

### Ondas de gravedad interna
Estas ondas son ondas transversales que ocurren cuando un fluido estratificado es perturbado y por lo tanto alejado de su equilibrio. En estas ondas la gravedad actúa como fuerza restauradora a través de la fuerza de empuje y de la estabilidad vertical del fluido. Ocurren en el interior del fluido o en la interfase entre dos capas de fluido de densidad distinta que no se mezclan o tardan mucho en hacerlo.

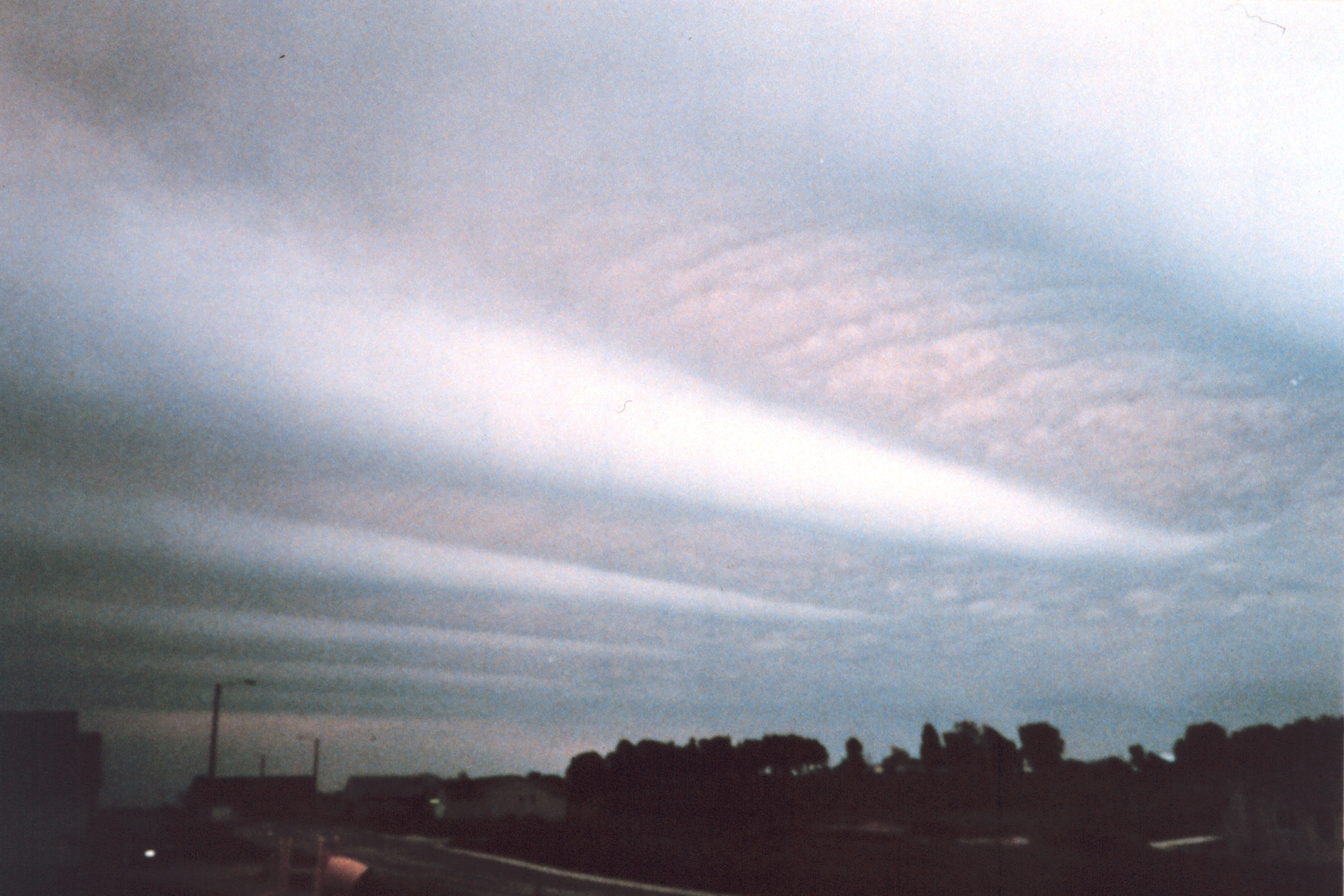
Formación de nubes debido al efecto de las ondas de gravedad interna en la atmósfera.

Estos fenómenos son muy observados en la atmósfera y en los océanos. En la atmósfera es común ver nubes donde la oscilación es observable directamente o nubes en forma de «calles», es decir en bandas alargadas de nubosidad intercaladas con bandas largas de claridad. Las ramas ascendentes de la oscilación llevan las parcelas de aire húmedo hacia arriba, enfriándolas y permitiendo la condensación que las hace visibles. Las ramas descendentes, por su parte, llevan las parcelas de aire más arriba hacia abajo, forzándolas a descender y por lo tanto a comprimirse y evaporarse, dejando así las bandas de aire claro. 
En los océanos este fenómeno es muy común sobre todo en regiones donde los ríos (de agua dulce y menor densidad) desembocan sobre el océano (salado y de mayor densidad), dejando así un sistema estratificado de dos capas de agua. En estas condiciones, la superficie libre del océano se encuentra calma y no se observan perturbaciones importantes. Sin embargo, en la interfaz de ambos fluidos se pueden observan grandes oscilaciones que forman lo que se conoce como el fenómeno de aguas muertas. Los navegantes a vela de las regiones nórdicas solían notar que si bien el viento los impulsaba, en algunas condiciones el agua lo retenía o lo impulsaba hacia atrás. La mitología nórdica asociaba esto a la presencia de un monstruo marino. En 1905, Ekman realizó una serie de experimentos de laboratorio donde explicaba este fenómeno, asociado a la formación de ondas internas por el deshielo superficial de los glaciares de los fiordos noruegos sobre la superficie del océano.

### Ondas de gravedad externa
Las ondas de gravedad externa o de superficie se generan en un fluido de densidad constante expuesto a la fuerza de gravedad como fuerza restauradora. A diferencia de las ondas internas, en estas ondas la fuerza de gravedad no actúa como restauradora a través de la fuerza de empuje puesto que el fluido no se encuentra estratificado. La estabilidad del fluido entonces no tiene consecuencia sobre el movimiento que se genere.
Tal vez el mejor ejemplo de estas ondas sea lo que ocurre cuando perturbamos una superficie de agua dejando caer sobre ella una gota o algún objeto liviano. Si se deja caer de manera perpendicular, se observará que la superficie libre del agua comienza a realizar ondas circulares alrededor del punto original de la perturbación. Estas ondas se propagan extendiéndose radialmente y manteniendo siempre su forma circular, y ocurren cuando la profundidad del fluido es mucho menor que su extensión horizontal, permitiendo entonces lo que se conoce como aproximación de ondas largas o de aguas someras.
Si en vez de permitir la aproximación de ondas largas se consideran ondas cortas, se obtiene lo que se conoce como «ondas de gravedad externa en aguas profundas». La diferencia principal con las ondas de gravedad en aguas someras es que, en las ondas largas, la amplitud de la perturbación decrece exponencialmente con profundidad, dando entonces movimientos confinados a una cierta altura con respecto a la superficie libre. En estos casos, el fondo del fluido no se ve perturbado por las oscilaciones en superficie. En las aguas someras, en cambio, prácticamente toda la columna de agua se ve afectada por las perturbaciones.